# Sophos
Sophos Limited és una empresa britànica de programari i maquinari de seguretat. Desenvolupa i comercialitza serveis de seguretat gestionats i programari i maquinari de ciberseguretat, com ara programari de detecció i resposta gestionats, resposta a incidents i programari de seguretat de punt final. Sophos va cotitzar a la Borsa de Londres fins que va ser adquirida per Thoma Bravo, una firma de capital privat nord-americana el març de 2020.

## Història
Sophos va ser fundada per Jan Hruska i Peter Lammer i va començar a produir els seus primers productes antivirus i de xifratge el 1985. A finals dels anys vuitanta i fins als noranta, Sophos va desenvolupar i vendre principalment una sèrie de tecnologies de seguretat al Regne Unit, incloses les eines d'encriptació disponibles per a la majoria d'usuaris (privats o empresarials). A finals de la dècada de 1990, Sophos va concentrar els seus esforços a desenvolupar i vendre tecnologia antivirus i es va embarcar en un programa d'expansió internacional.
El 2010, la participació majoritària de Sophos es va vendre a Apax Partners.
El 2011, Utimaco Safeware AG (adquirida per Sophos el 2008) va ser acusada de subministrar programari de seguiment i seguiment de dades a socis que havien venut a governs com Síria. Sophos va emetre una declaració de disculpes i va confirmar que havien suspès la seva relació amb els socis en qüestió i va iniciar una investigació.
El juny de 2015, Sophos va anunciar plans per recaptar 100 milions de dòlars a la Borsa de Londres. Sophos es va presentar al FTSE el setembre de 2015.
El 14 d'octubre de 2019, Sophos va anunciar que Thoma Bravo, una empresa de capital privat amb seu als Estats Units, va fer una oferta per adquirir Sophos per 7,40 dòlars per acció, la qual cosa representa un valor empresarial d'aproximadament 3,9 mil milions de dòlars. El consell d'administració de Sophos va manifestar la seva intenció de recomanar l'oferta als accionistes de la companyia per unanimitat. El 2 de març de 2020, Sophos va anunciar la finalització de l'adquisició.
El febrer de 2024, el president Joe Levy va ser nomenat conseller delegat en funcions després que Kris Hagerman va renunciar al càrrec de conseller delegat. El Sr. Levy va ser nomenat CEO permanent el maig de 2024.
L'octubre de 2024, Sophos va publicar un informe sobre la seva operació de contraofensiva a Pacific Rim, que detallava les accions preses contra els adversaris amb seu a la Xina juntament amb informació addicional sobre aquest esforç. Wired va informar que l'empresa havia estat atacada durant anys per pirates informàtics afiliats a la Universitat de Ciència i Tecnologia Electrònica de la Xina i Sichuan Silence Information Technology, una empresa associada al Ministeri de Seguretat Pública de la Xina. Els atacs es van atribuir a amenaces persistents avançades xineses com APT41, APT31 i Volt Typhoon. L'Oficina Federal d'Investigacions (FBI) va demanar l'ajuda del públic per identificar els atacants.